# C/2015 D2 (PANSTARRS)
C/2015 D2 (PANSTARRS) — одна з короткоперіодичних комет сім'ї Юпітера. Ця комета була відкрита 18 лютого 2015 року; блиск на час відкриття: 20.6m.